# البرق (جي غاريك)
البرق هو شخصية بطل خارق خيالية يظهر في القصص المصورة الأمريكية التي تنشرها دي سي كومكس. ظهر للمرة الأولى في فلاش كومكس في العدد رقم 1 في يناير 1940. هذه الشخصية من ابتكار كل من غاردنر فوكس وهاري لامبرت. وهو أول بطل خارق يطلق عليه اسم «البرق» حيث أن شخصية باري ألين هي ثاني شخصية تسمى بالبرق. ظهرت الشخصية في مسلسل سمولفيل وأدى دوره الممثل بيلي ميتشل وظهر في مسلسل البرق وأدى دوره الممثل جون ويسلي شيب. ويتميز بقدرته على الركض بسرعة الضوء.